# Tres
Tres là một đô thị ở tỉnh Trento ở vùng Trentino-Alto Adige/Südtirol của Ý, tọa lạc cách 30 km về phía bắc của Trento. Tại thời điểm ngày 31 tháng 12 năm 2004, đô thị này có dân số 667 người và diện tích là 14,5 km².
Tres giáp các đô thị: Coredo, Smarano, Sfruz, Taio, Cortaccia sulla strada del vino và Vervò.